# Ansovino
Ansovino  è un nome proprio di persona italiano maschile.

## Varianti
- Maschili: Ansuino[2][3]
- Femminili: Ansovina[3], Ansuina[3]

### Varianti in altre lingue
- Anglosassone: Oswine[4], Ôsvine[5]
- Catalano: Ansovì[6]
- Germanico: Ansoin[5], Anssuin[5], Ansuin[5], Osuin[5]
- Inglese: Oswin[4]
- Latino: Ansovinus[1][6]
- Spagnolo: Ansovino[6]
- Tedesco: Answin

## Origine e diffusione
Deriva dal nome germanico Ansoin, composto dai termini ans (o ansa, "dio") e vin ("amico") (alcune fonti riconducono il secondo elemento a win, "vincere", o lo considerano un semplice suffisso aggettivale). Ad oggi è molto poco diffuso, attestato quasi solo nelle Marche dove si trova il culto verso sant'Ansovino di Camerino.
Dai termini anglosassoni imparentati con quelli germanici (os e wine) deriva il nome inglese Oswin, che venne portato da un re di Deira venerato come santo, Oswine di Deira; il suo uso calò in seguito alla conquista normanna dell'Inghilterra, ed ebbe un certo periodo di breve ripresa durante il XIX secolo, ma oggi conosce scarsa diffusione.

## Onomastico
L'onomastico ricorre il 13 marzo in memoria di sant'Ansovino, eremita e poi vescovo di Camerino; il 20 agosto si ricorda inoltre il già citato sant'Oswin, re di Deira.

## Persone
- Ansovino di Camerino, vescovo e santo italiano

### Varianti
- Oswine di Deira, re di Deira e santo
- Ansuino da Forlì, pittore italiano